# Jacques Fesch
Jacques Fesch (Saint-Germain-en-Laye, 6 de abril de 1930-París, 1 de octubre de 1957) fue un reconocido converso francés. Encarcelado por el asesinato precipitado de un policía luego de un intento de atraco, se arrepintió profundamente de su crimen y se convirtió en un católico piadoso durante su encarcelamiento de tres años y medio. Fue condenado a morir en la guillotina a la edad de veintisiete años. Mientras permanecía en la prisión de La Santé a la espera de su ejecución, inició un diario espiritual dedicado a su hija Véronique de seis años de edad. En la última página de ese diario, publicado después de su muerte, escribió:

Dentro de cinco horas veré a Jesús.

La Iglesia católica reconoció su arrepentimiento y su conversión en la cárcel, y se abrió el proceso para su beatificación. Entidades como la Comunidad de San Egidio —un movimiento internacional de laicos que alega en contra de la pena de muerte— han visto en el caso de Jacques Fesch un ejemplo concreto de la ineficacia de tal sistema de condena, tanto como elemento disuasivo de la acción criminal cuanto por el desprecio por la vida que entraña.

## Primeros años
Georges Fesch, su padre, era un rico banquero de origen belga, culto, amante de las artes y que se confesaba ateo, distante de su hijo e infiel a su esposa Marthe, mujer de sensibilidad pero a la que le resultaba difícil manifiestarla; la fuerte personalidad de su esposo se imponía en exceso a la suya propia y acabaron divorciándose.
Jacques recibió una educación cristiana pero abandonó la religión a la edad de 17 años. A los 21 años, se casó con su novia embarazada, Pierrette, en una ceremonia civil. El padre de ella le consiguió un puesto en su banco, viviendo la vida de un playboy. Tuvieron una hija, Véronique, y fruto de una aventura pasajera con otra mujer él fue padre de un hijo, Gérard. Desilusionado con su vida, soñaba con escapar a navegar alrededor del Pacífico Sur, pero sus padres se negaron a pagarle un barco.

## El crimen
El 24 de febrero de 1954, para financiar la compra de su barco, tramó, en un estado próximo a la enajenación, robar una importante cantidad de dinero a Alexandre Sylberstein, un cambista. Después de agredirle físicamente para conseguir el botín, Sylberstein, aún consciente, logró dar la alarma. Fesch huyó, perdiendo sus gafas. Durante su huida atropellada disparó tres veces con su arma de fuego al agente Jean-Baptiste Vergne, que murió en el acto. Minutos más tarde fue detenido. Asesinar a un oficial de policía era un crimen que se castigaba con la pena de muerte. El juicio se desarrolló en un ambiente de espectáculo pues la sociedad, inflamada por los informes de la prensa, se manifestó decididamente a favor de su ejecución. La Cour d'Assises de París lo condenó a la guillotina el 6 de abril de 1957.

## Conversión religiosa
Al principio a Fesch le era indiferente su situación y no se interesó por la fe católica, a la que tanto su abogado como el capellán de la prisión intentaron acercarle, puesto que se preocupaban por su situación. Sin embargo, un año después experimentó una primera conversión a la fe, que progresó conforme transcurrió el tiempo, lo que lo convirtió en un hombre de religiosidad sincera. Se carteó regularmente, en particular con quien fue su "pequeño hermano espiritual", el padre Thomas, religioso benedictino de la abadía de La Pierre-qui-Vire, y con la madre de su esposa, Mme. Polack, a la que cariñosamente trató en sus cartas como "mamá".
En los dos meses de su vida previos a su ejecución, escribió un diario, verdadero compendio espiritual que dedicó a su hija Véronique quien entonces tenía 6 años, y por la que sentía compasión sincera, al igual que por su esposa y sus familiares, pues comprendía cuánto habían de sufrir a causa de la situación por él mismo provocada.
Jacques reconoció su culpa, lamentó grandemente el mal que había ocasionado, pero en su camino hacia Dios se ofrecía sin ambages a la Misericordia divina, que no espera de los pecadores más que un simple gesto de acercamiento.
Jacques aceptó su sentencia de muerte con una serenidad poco común, incluso con la alegría espiritual de poder ofrecer su vida por todos. La tarde antes de su ejecución se unió a su esposa mediante matrimonio religioso, realizado por poderes, pues a ella no le fue permitido entrar en la prisión (Pierrette asistió a la Misa de esponsales en la iglesia de Saint-Germain-en-Laye, él leyó la Misa en su celda asistido por el P. Thomas).
La última página del diario espiritual: "Dentro de cinco horas veré a Jesús", es el nombre que lleva su edición impresa.
Un llamamiento a la clemencia al presidente de la República francesa René Coty fracasó, y por tanto se ejecutó la sentencia. Fue guillotinado (tenía entonces 27 años), en la madrugada del 1 de octubre, festividad de santa Teresa de Lisieux, referente excluyente de su escalada hacia la espiritualidad del amor. El siervo de Dios Jacques Fesch fue sepultado en el cementerio de Saint-Germain-en-Laye, su ciudad natal, en el extrarradio de París.

## Legado
Después de su muerte, su esposa y su hija honraron su memoria con dignidad y discreción. Al principio el público no se interesó por el personaje, pero gracias al Padre Augustin-Michel Lemonnier, y especialmente a la intervención de la religiosa Sor Véronique, del Carmelo de San Remo (Italia), la familia facilitó la publicación de sus escritos, y desde la década de 1970 estos han servido de ejemplo para muchos.
El 21 de septiembre de 1987, el arzobispo de París, cardenal Jean-Marie Lustiger, abrió una investigación diocesana sobre su vida; la causa de su beatificación fue emprendida formalmente en 1993. Ha sido objeto de controversia por parte de quienes sostienen que sus crímenes lo hicieron indigno como modelo a seguir.

...la Federación Autónoma de Sindicatos de Policía preguntaba: «Si ahora nos ponemos a beatificar criminales, ¿a dónde vamos a parar?», y luego añadía: «la Iglesia podría haber elegido a muchos otros antes que Fesch». Otros sindicatos policiales se han expresado en parecidos términos, y lo mismo ha sucedido con algunos medios de prensa.

El cardenal Jean-Marie Lustiger respondió a estas objeciones, en una entrevista concedida a un diario de París:

El que fue un asesino, el criminal arrepentido, se ha convertido en un santo. Entiendo bien las objeciones. Los textos en los que Jacques Fesch relata su conversión nos ofrecen involuntariamente la más fuerte de las respuestas. Este eventual juicio de la Iglesia no se sustituye a la justicia humana. Y esta última en una nación cuya civilización y cuya historia están signadas por el cristianismo, no puede dejar de extraer alimento de esta certeza de la dignidad de cada uno y de la experiencia de la misericordia divina. Cuando Jesús declaró: «Las prostitutas los precederán en el Reino de los cielos», no canonizó la prostitución; anunció el arrepentimiento de las prostitutas.

Asimismo, otros hacen hincapié en la esperanza de su conversión final, en consideración a la frase del Evangelio de Lucas: «Habrá en el Cielo más alegría por un pecador arrepentido que por noventa y nueve justos que no necesitan arrepentirse» (Lucas 15:7).

La estricta justicia aplicada en su persona es una demostración de la tremenda injusticia que se comete cuando se quita la vida al que ha caído en el delito. La condena a muerte es una negación de la posibilidad de arrepentimiento y de enmienda que Dios puede otorgar a todo ser humano.
Luis Heriberto Rivas

## Asociación
Asociación "Les Amis de Jacques Fesch". Página web en francés : https://web.archive.org/web/20130113034221/http://amisdejacquesfesch.fr/